# Matea Ikić
Matea Ikić (Pola, 25 maggio 1989) è una pallavolista croata, schiacciatrice dell'Adam.

## Carriera

### Club
La carriera di Matea Ikić inizia nel 1998 nel settore giovanile del club della sua città, il Pula. Resta a giocare nella sua città natale fino al 2006, quando viene ingaggiata per il campionato 2006-07 dal Vicenza, nella Serie A1 italiana; resta legata alla formazione veneta per un triennio, fino alla sua retrocessione, dopo la quale si accasa al Villanterio nella stagione 2009-10.
Nel seguente biennio gioca nella Liga Siatkówki Kobiet polacca, difendendo i colori del Dąbrowa Górnicza nel 2010-11 e quelli del Budowlani Łódź nel 2011-12. Fa quindi ritorno in Italia nella stagione 2012-13, vestendo la maglia dell'IHF di Frosinone, in Serie A2, conquistando la Coppa Italia di categoria; nella stagione seguente si trasferisce all'Ornavasso, neopromosso nella massima divisione italiana, dove gioca anche nella stagione 2014-15, con la LJ di Modena.
Nel campionato 2015-16 approda al Neruda di Bronzolo, dove resta fino a metà campionato per poi passare alla Savino Del Bene, sempre in Serie A1. Nel campionato successivo gioca nella massima divisione rumena col Târgoviște: tuttavia a metà annata fa ritorno al Neruda, nella massima divisione italiana. Nell'annata 2017-18 si accasa al Le Cannet, nella Ligue A francese, trasferendosi nell'annata seguente in Kazakistan, dove veste la maglia dell'Altay, in Ulttyk liga, conquistando lo scudetto e la coppa nazionale.
Per il campionato 2019-20 gioca nella Voleybol 1. Ligi turca con il Kuzeyboru, centrando la promozione in Sultanlar Ligi, che disputa fino ai primi mesi della stagione 2021-22 sempre con il club di Aksaray, prima di trasferirsi al Karayolları, sempre in massima serie. Nella stagione 2022-23 torna invece di scena nel campionato cadetto turco, indossando la casacca dell'Adam.

### Nazionale
Nel 2006 vince la medaglia d'argento al campionato europeo under 19, dove viene premiata come migliore ricevitrice; dal 2007, invece, riceve le prime convocazioni in nazionale maggiore. Nel 2021 vince la medaglia d'argento all'European Golden League.

## Palmarès

### Club
- Campionato kazako: 1

2018-19
- Coppa del Kazakistan: 1

2018-19
- Coppa Italia di Serie A2: 1

2012-13

### Nazionale (competizioni minori)
- Campionato europeo under 19 2006
- European Golden League 2021

### Premi individuali
- 2006 - Campionato europeo under 19: Miglior ricevitrice